# Мадагаскар на летних Олимпийских играх 2004
Мадагаскар принимал участие в Летних Олимпийских играх 2004 года в Афинах (Греция) в девятый раз за свою историю, но не завоевал ни одной медали.
Сборную страны представляли девять спортсменов (пять женщин и четверо мужчин) в 5-ти видах спорта.
Знаменосцем сборной Мадагаскара на 
церемонии открытия Игр стала 26-летняя легкоатлетка Роза Ракотозафи, специализирующая на стометровом беге с барьерами.